# Das Geheimnis der Santa Margherita
Das Geheimnis der Santa Margherita ist ein deutsches Stummfilmdrama von und mit Rolf Randolf aus dem Jahr 1921. Das Drehbuch schrieb Viktor Mann, der Bruder von Heinrich und Thomas Mann.

## Handlung
Der Film beschäftigt sich auf hochspekulative bis fiktive Weise mit dem Schicksal des hochadeligen Habsburgers Erzherzog Johann Nepomuk Salvator, der als „Johann Orth“ in die Geschichte eingehen sollte. Die gezeigten Lebensabläufe entsprechen in keiner Weise den tatsächlichen Begebenheiten im Leben Orths.
Johann Salvator, der „Rebell“ im Hause Habsburg, hat sich mit seiner in verkrusteten Standesdünkeln verharrenden Familie überworfen. Er tritt in eine international agierende Geheimverbindung ein und wird von seiner Freundin verraten. Man setzt ihn seitens der Familie unter Druck, woraufhin Johann Salvator alle Ehren und Titel ablegt und sich ins Ausland begibt. Mit dem Segelschiff Santa Margherita verlässt er Österreich, doch man trachtet ihm nach dem Leben: Ein Mitglied der Geheimverbindung, das einen Verrat des abtrünnigen Erzherzogs fürchtet, verübt einen Anschlag auf das Schiff (und damit auf den Habsburger). Das Schiff sinkt, aber Johann Salvator überlebt.
Nach dem erlittenen Schiffbruch sucht er nach neuen Abenteuern und Verdienstmöglichkeiten in der Neuen Welt. Er nennt sich fortan Johann Orth und wird erst Goldschürfer, dann Präsident einer lateinamerikanischen Bananenrepublik. Revolutionäre stürzen bald El Presidente, und Orths Feinde entführen seine Freundin, die ihm heimlich aus Wien in die Fremde gefolgt war. In ihrer Gefangenschaft bringt sich die Verzweifelte um. Angewidert, welch schreckliche Bösartigkeit die Welt zu regieren scheint, zieht sich der einstige Erzherzog vollkommen von der Außenwelt zurück und wird zum Eremit.

## Produktionsnotizen
Viktor Mann, damals Sachverständiger der Bayrischen Handelsbank, hatte bereits 1919 für die Müller-Filmindustrie München als Nebenerwerb das Drehbuch zum Film Orchideen geschrieben und kam dann zur Randolf Filmproduktion. Rolf Randolf wollte für seine gerade gegründete Film-AG in Berlin in den Jofa-Ateliers in Berlin-Johannisthal einen Auftaktfilm produzieren und verpflichtete hierfür Viktor Mann, eine „im Grundriß vorhandene Idee“ als Drehbuch umzusetzen.
Das Geheimnis der Santa Margherita passierte schließlich am 8. August 1921 die Filmzensur und wurde am 17. September 1921 in Berlin uraufgeführt. In Wien wurde der Film ab dem 10. März 1922 unter dem Titel Johann Orth bzw. Der verschwundene Habsburger gezeigt. Die Länge betrug 2365 Meter, verteilt auf sieben Akte. Ein Jugendverbot wurde ausgesprochen.
Gustav A. Knauer schuf die Filmbauten.

## Wissenswertes
Das Geheimnis der Santa Margherita gehört zu einer Reihe von Randolf-Werken, mit denen der gebürtige Wiener in Deutschland gleich nach Ende des Ersten Weltkriegs, 1919 bis 1921, tragische Begebenheiten in der jüngeren österreichischen Geschichte rund um das Haus Habsburg filmisch aufarbeitete.
Er startete 1919 mit Kronprinz Rudolph oder: Das Geheimnis von Mayerling, über die Tragödie von Mayerling (1889), im darauf folgenden Winter entstand mit Der Fürstenmord, durch den Millionen starben die Aufarbeitung des Attentats von Sarajevo (1914), die zum Ausbruch des Ersten Weltkriegs führte. 1920 drehte Randolf mit Unter der Dornenkrone. Mexikos Kaisertragödie einen Film über die drei kurzen Herrscherjahre des Habsburger-Kaisers von Mexiko, Maximilian, der zum Spielball der Franzosen geworden, 1867 füsiliert wurde, ehe Randolf diesen Filmzyklus mit Das Geheimnis der Santa Margherita 1921 abschloss.
All diese Filme hatte Rolf Randolf sowohl inszeniert und produziert als auch in ihnen eine Hauptrolle gespielt. Zu drei dieser Produktionen lieferte er überdies das Drehbuch.

## Kritik
Paimann’s Filmlisten konstatierte: „Das Spiel war passabel. Die Aufmachung beschränkte sich auf das Notwendigste, die Kostüme waren zu modern, die Photos nicht immer auf der Höhe.“ Viktor Mann schrieb später in der Autobiografie Wir waren fünf: „R. drehte mit großen Aufwand an Szenerie, Stars und Statistenmassen einen recht guten Film, der seiner jungen AG einen beachtlichen Anfangserfolg brachte.“